# Słoboda (sielsowiet Psuja)
Słoboda (biał. Слабада, Słabada; ros. Слобода, Słoboda; hist. pol. Słoboda Nadozierska) – wieś na Białorusi, w obwodzie witebskim, w rejonie głębockim, w sielsowiecie Psuja.

## Warunki naturalne
Słoboda położona jest w pobliżu jezior Szo, Psuja i Dołhe. Graniczy z Rezerwatem Hydrologicznym Dołhe.

## Historia
W XIX i w początkach XX w. położona była w Rosji, w guberni wileńskiej, w powiecie dziśnieńskim, w gminie Prozoroki. 
W dwudziestoleciu międzywojennym leżała w Polsce, w województwie wileńskim, w powiecie dziśnieńskim, w gminie Prozoroki.
Po II wojnie światowej w granicach Związku Sowieckiego. Od 1991 w niepodległej Białorusi.